# Süderfeld
Süderfeld ist eine Bauerschaft der Stadt Brake im Landkreis Wesermarsch.

## Geschichte
Süderfeld (auch Sauerfeld genannt) entstand um 1500. Es handelt sich um eine Ausbausiedlung von Hammelwarden im Hammelwarder Moor. Die Häuser der Siedlung standen zum großen Teil am Deich.

## Demographie
| Jahr | Einwohner |
| ---- | --------- |
| 1723 | 115       |
| 1793 | 105       |
| 1817 | 190       |
| 1855 | 182       |
| 1925 | 168       |
| 1933 | 176       |
| 1939 | 150       |
| 1946 | 198       |
| 1950 | 222       |